# Finale de la Coupe d'Europe des vainqueurs de coupe 1993-1994
La finale de la Coupe d'Europe des vainqueurs de coupe 1993-1994 est la 34e finale de la Coupe d'Europe des vainqueurs de coupe, organisée par l'UEFA. Ce match de football a lieu le 4 mai 1994 au Parken Stadium de Copenhague, au Danemark.
Elle oppose l'équipe anglaise d'Arsenal aux Italiens du Parme FC. Le match se termine par une victoire des Londoniens sur le score de 1 but à 0, ce qui constitue leur premier sacre dans la compétition ainsi que leur premier titre européen.
Avec cette victoire, Arsenal devient le quatrième club issu de Londres à remporter la compétition après Tottenham (1963, West Ham (1965) et Chelsea (1971).
Vainqueur de la finale, Arsenal est à ce titre qualifié pour la Supercoupe d'Europe 1994 contre l'AC Milan, vainqueur de la finale de la Ligue des champions.

## Parcours des finalistes
Note : dans les résultats ci-dessous, le score du finaliste est toujours donné en premier (D : domicile ; E : extérieur).
| Arsenal FC          | Arsenal FC | Arsenal FC | Arsenal FC |                     | Parme FC         | Parme FC        | Parme FC  | Parme FC     |
| ------------------- | ---------- | ---------- | ---------- | ------------------- | ---------------- | --------------- | --------- | ------------ |
| Adversaire          | Total      | Aller      | Retour     | Tour                | Adversaire       | Total           | Aller     | Retour       |
| OB Odense           | 3 - 2      | 2 - 1 (E)  | 1 - 1 (D)  | Seizièmes de finale | Degerfors IF     | 4 - 1           | 2 - 1 (E) | 2 - 0 (D)    |
| Standard de Liège   | 10 - 0     | 3 - 0 (D)  | 7 - 0 (E)  | Huitièmes de finale | Maccabi Haïfa    | 1 - 1 3 - 1 tab | 1 - 0 (E) | 0 - 1 ap (D) |
| Torino FC           | 1 - 0      | 0 - 0 (E)  | 1 - 0 (D)  | Quarts de finale    | Ajax Amsterdam   | 2 - 0           | 0 - 0 (E) | 2 - 0 (D)    |
| Paris Saint-Germain | 2 - 1      | 1 - 1 (E)  | 1 - 0 (D)  | Demi-finales        | Benfica Lisbonne | 2E - 2          | 1 - 2 (E) | 1 - 0 (D)    |

## Match
| ·             |                  |     |
| Titulaires :  |                  |     |
|               |                  |     |
| 1             | David Seaman     |     |
| 2             | Lee Dixon        |     |
| 3             | Nigel Winterburn |     |
| 4             | Paul Davis       |     |
| 5             | Steve Bould      |     |
| 6             | Tony Adams       |     |
| 7             | Kevin Campbell   |     |
| 8             | Steve Morrow     |     |
| 9             | Alan Smith       |     |
| 10            | Paul Merson      | 86e |
| 11            | Ian Selley       |     |
|               |                  |     |
| Remplaçants : |                  |     |
| 12            | Andy Linighan    |     |
| 13            | Alan Miller      |     |
| 14            | Eddie McGoldrick | 86e |
| 15            | Ray Parlour      |     |
| 16            | Paul Dickov      |     |
|               |                  |     |
| Entraîneur :  |                  |     |
| George Graham |                  |     |

| ·             |                          |     |
| Titulaires :  |                          |     |
|               |                          |     |
| 1             | Luca Bucci               |     |
| 2             | Antonio Benarrivo        |     |
| 3             | Alberto Di Chiara        |     |
| 4             | Lorenzo Minotti          |     |
| 5             | Luigi Apolloni           |     |
| 6             | Roberto Sensini          |     |
| 7             | Tomas Brolin             |     |
| 8             | Gabriele Pin             | 71e |
| 9             | Massimo Crippa           |     |
| 10            | Gianfranco Zola          |     |
| 11            | Faustino Asprilla        |     |
|               |                          |     |
| Remplaçants : |                          |     |
| 12            | Marco Ballotta           |     |
| 13            | Roberto Maltagliati (en) |     |
| 14            | David Balleri            |     |
| 15            | Daniele Zoratto          |     |
| 16            | Alessandro Melli         | 71e |
|               |                          |     |
| Entraîneur :  |                          |     |
| Nevio Scala   |                          |     |

| ·             |                  |     |
| Titulaires :  |                  |     |
|               |                  |     |
| 1             | David Seaman     |     |
| 2             | Lee Dixon        |     |
| 3             | Nigel Winterburn |     |
| 4             | Paul Davis       |     |
| 5             | Steve Bould      |     |
| 6             | Tony Adams       |     |
| 7             | Kevin Campbell   |     |
| 8             | Steve Morrow     |     |
| 9             | Alan Smith       |     |
| 10            | Paul Merson      | 86e |
| 11            | Ian Selley       |     |
|               |                  |     |
| Remplaçants : |                  |     |
| 12            | Andy Linighan    |     |
| 13            | Alan Miller      |     |
| 14            | Eddie McGoldrick | 86e |
| 15            | Ray Parlour      |     |
| 16            | Paul Dickov      |     |
|               |                  |     |
| Entraîneur :  |                  |     |
| George Graham |                  |     |

| ·             |                          |     |
| Titulaires :  |                          |     |
|               |                          |     |
| 1             | Luca Bucci               |     |
| 2             | Antonio Benarrivo        |     |
| 3             | Alberto Di Chiara        |     |
| 4             | Lorenzo Minotti          |     |
| 5             | Luigi Apolloni           |     |
| 6             | Roberto Sensini          |     |
| 7             | Tomas Brolin             |     |
| 8             | Gabriele Pin             | 71e |
| 9             | Massimo Crippa           |     |
| 10            | Gianfranco Zola          |     |
| 11            | Faustino Asprilla        |     |
|               |                          |     |
| Remplaçants : |                          |     |
| 12            | Marco Ballotta           |     |
| 13            | Roberto Maltagliati (en) |     |
| 14            | David Balleri            |     |
| 15            | Daniele Zoratto          |     |
| 16            | Alessandro Melli         | 71e |
|               |                          |     |
| Entraîneur :  |                          |     |
| Nevio Scala   |                          |     |